# ワンカップ大関

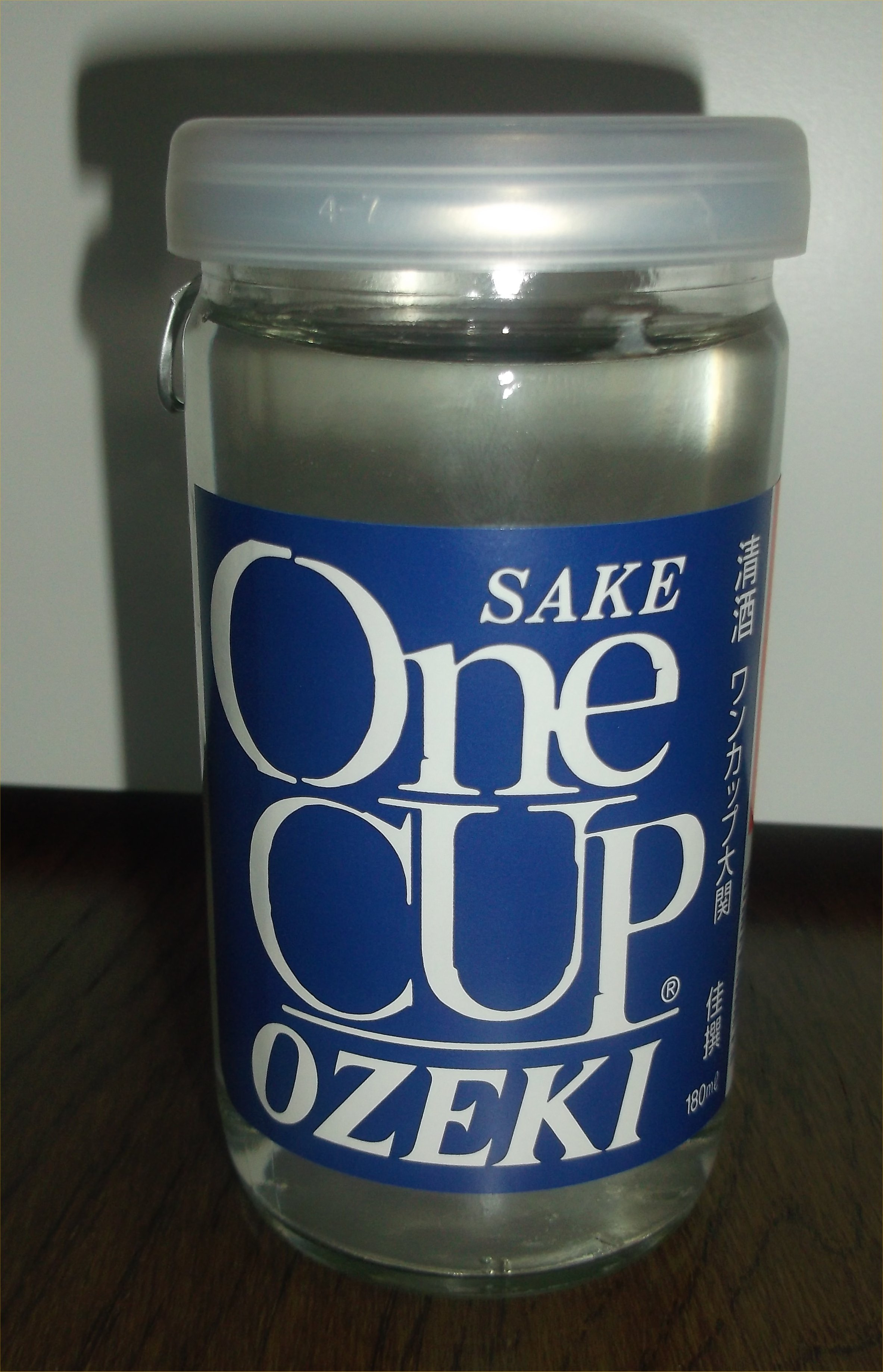
ワンカップ大関(佳撰 180ml)

ワンカップ大関（ワンカップおおぜき）は、大関株式会社（兵庫県西宮市）が1964年（昭和39年）に発売した日本酒。一合瓶（180ml）入り日本酒、カップ酒として初めて発売された製品である。「ワンカップ」の通称で親しまれている。なお、「ワンカップ」「ワンカップ大関」は同社の登録商標（それぞれ第1394471号ほか、第1406154号ほか）であるが、「ワンカップ」は他社も別分野で商標登録している。
本製品は、「ワンカップ」「カップ酒」と総称される、1合程度の広口ガラス瓶にアルミニウム蓋を施した1人用飲み切りパッケージのスタイルを創成し、細口瓶や徳利から酒杯に注ぐ伝統的な飲酒法や、立ち飲みスタンドでのコップ酒とも異質な、新しい日本酒商品として市場に迎えられた。1970年代以降は同業他社も追随し、日本酒の消費形態に、従来よりもカジュアルなスタイルが定着した。

## 歴史

### 誕生
ワンカップは、当時の大関社長・十代長部文次郎の「コップをそのまま酒の容器にしてメーカー名の入ったラベルをつけて売り出す」という提案を受けて商品化が企画された。カップのデザインは、飲みやすい広口瓶の瓶形を東京芸術大学の小池岩太郎、青地に白抜きで「ONE CUP」の文字が入ったラベルを女子美術大学の松川烝二の2人が中心となってまとめた。
当時の日本酒の瓶ラベルは漢字か仮名のロゴが当たり前の中で、アルファベットのロゴは斬新であった。
当初はワンコップという名称にするつもりであったが、当時東京にあった立ち飲み屋「ワンコップスタンド」と似ているため安酒・立ち飲みというイメージが付いてしまうのを懸念し「ワンカップ」となった。
1964年（昭和39年）10月10日、ワンカップは東京オリンピックの開会に合わせて発売された。当時の日本酒は一升瓶から徳利（銚子）へという定型消費パターンができあがっており、コップ酒は安酒、一杯飲み屋、立ち飲みといった既成イメージが強かった。ワンカップは、「いつでも、どこでも飲める」をキャッチフレーズに、手軽さ、利便さという当時の伝統的な清酒に欠けた商品特性を前面に出し、伝統的な消費パターンにとらわれない若者をターゲットにして売り出された。

### 人気商品化
発売直後の売れ行きは、冷や酒、コップ酒は品が悪いというマイナスイメージもありヒットと呼べるほどではなかった。しかし、1966年（昭和41年）に鉄道弘済会からの要請で新宿駅と上野駅の駅売店で販売されたのに続いて、1967年（昭和42年）に酒類業界で初めて自動販売機を設置するなどの販売努力もあり、固定観念にとらわれずライフスタイルの変化に対応する新しいパッケージングのワンカップは、既成のマイナスイメージを克服して徐々に消費者に浸透し、売り上げは次第に伸びていった。
1971年（昭和46年）にはワンカップの好調を見た他の清酒業者が続々とカップ酒を発売した。大関は、1973年にはラベルの裏側に日本の風景などの写真をカラー印刷した「ワンカップフォト」が入った商品を発売し、テレビCMには当時若者に人気が高かった田宮二郎、萩原健一などのタレントを登場させた。1990年代は田村正和と中島みゆきが共演したCMも話題になった。この他、田村は小沢健二、かとうれいこ、ジミー大西らとそれぞれCMで共演した。
ワンカップは売り上げを伸ばして1979年（昭和54年）に年間1億本の売り上げを達成し、後発カップ酒商品の追随を許さない圧倒的なトップシェアの地位を築いた。同年に日本醸造協会は酒類の振興への貢献に贈られる石川弥八郎賞をワンカップに授与している。

### 近年の動き
バブル崩壊を境に日本酒市場は縮小傾向が続いており、ピーク時の1993年（平成5年）には年間1億4000万本（一合瓶換算）売れたワンカップも、最近は年間8000万本ほどに減っているが、カップ酒の定番商品として定着し多くの消費者に飲まれている。
2011年（平成23年）には発売から47年目にしてモンドセレクションに初出品し、モンドセレクション金賞を受賞した。以後、2016年（平成28年）まで6年連続でモンドセレクション金賞を受賞している。
2014年（平成26年）は発売50周年にあたり、指原莉乃（放送当時HKT48メンバー・劇場支配人）をCMに起用した。

## 商品
- 上撰金冠ワンカップ
- 佳撰ワンカップ
- ワンカップエキストラ
- ワンカップエキストラゴールド
- ワンカップジャンボ
- ワンカップミニ
- ワンカップ淡麗辛口
- ワンカップ大吟醸
- ワンカップミニ大吟醸
- ワンカップジャンボ生貯蔵